# Berndt Wetterbergh
Carl Bernhard (Berndt) Wetterbergh, född 29 mars 1840 i Östersund, död 27 oktober 1897 i Linköping, var en svensk maskiningenjör.
Wetterbergh, som var son till läkaren och författaren Carl Anton Wetterbergh och Hedda Brydolf, kom i unga år till Stockholm, där han genomgick Tekniska skolan och även var elev hos en metallfabrikant Bergström. Därefter började han sin ingenjörsbana, först vid Nyköpings Mekaniska Verkstad och därefter vid Motala Verkstad. Han var anställd vid Kockums Mekaniska Verkstad i Malmö 1868–1873 och vid Motala Verkstad 1873–1876. Han var därefter anställd som maskiningenjör, först vid Lindholmens varv i Göteborg och därefter vid Bergsunds Mekaniska Verkstad i Stockholm, innan han i februari 1883 blev förste ingenjör vid Kockums Mekaniska Verkstad, en befattning som han innehade till sin död. Han hade förgäves sökt bot för sin tumörsjukdom hos läkare i Stockholm och därefter rest till sin åldriga moder i Linköping, där han avled.